# Liste de films tournés dans le département du Cher
Un certain nombre d'œuvres cinématographiques et télévisuelles ont été tournés dans le département du Cher.
Voici une liste à compléter de films, téléfilms, feuilletons télévisés, films documentaires... tournés dans le département du Cher, classés par commune et lieu de tournage et date de diffusion
- Haut – A
- B
- C
- D
- E
- F
- G
- H
- I
- J
- K
- L
- M
- N
- O
- P
- Q
- R
- S
- T
- U
- V
- W
- X
- Y
- Z

## A
- Haut – A
- B
- C
- D
- E
- F
- G
- H
- I
- J
- K
- L
- M
- N
- O
- P
- Q
- R
- S
- T
- U
- V
- W
- X
- Y
- Z

- Aubigny-sur-Nère
  - 1939 : La Règle du jeu de  Jean Renoir

## B
- Haut – A
- B
- C
- D
- E
- F
- G
- H
- I
- J
- K
- L
- M
- N
- O
- P
- Q
- R
- S
- T
- U
- V
- W
- X
- Y
- Z

- Blancafort

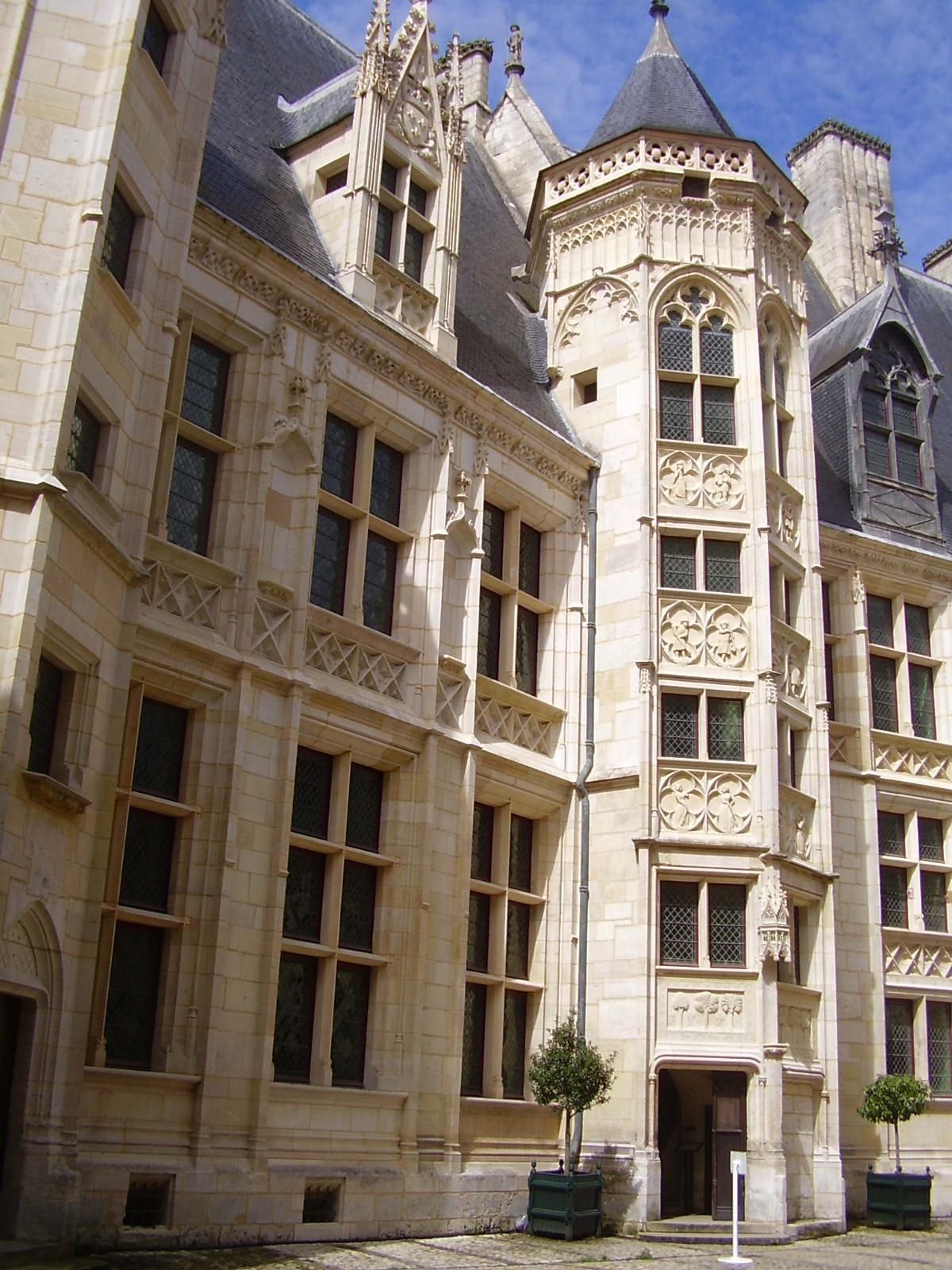
Palais Jacques-Cœur à Bourges

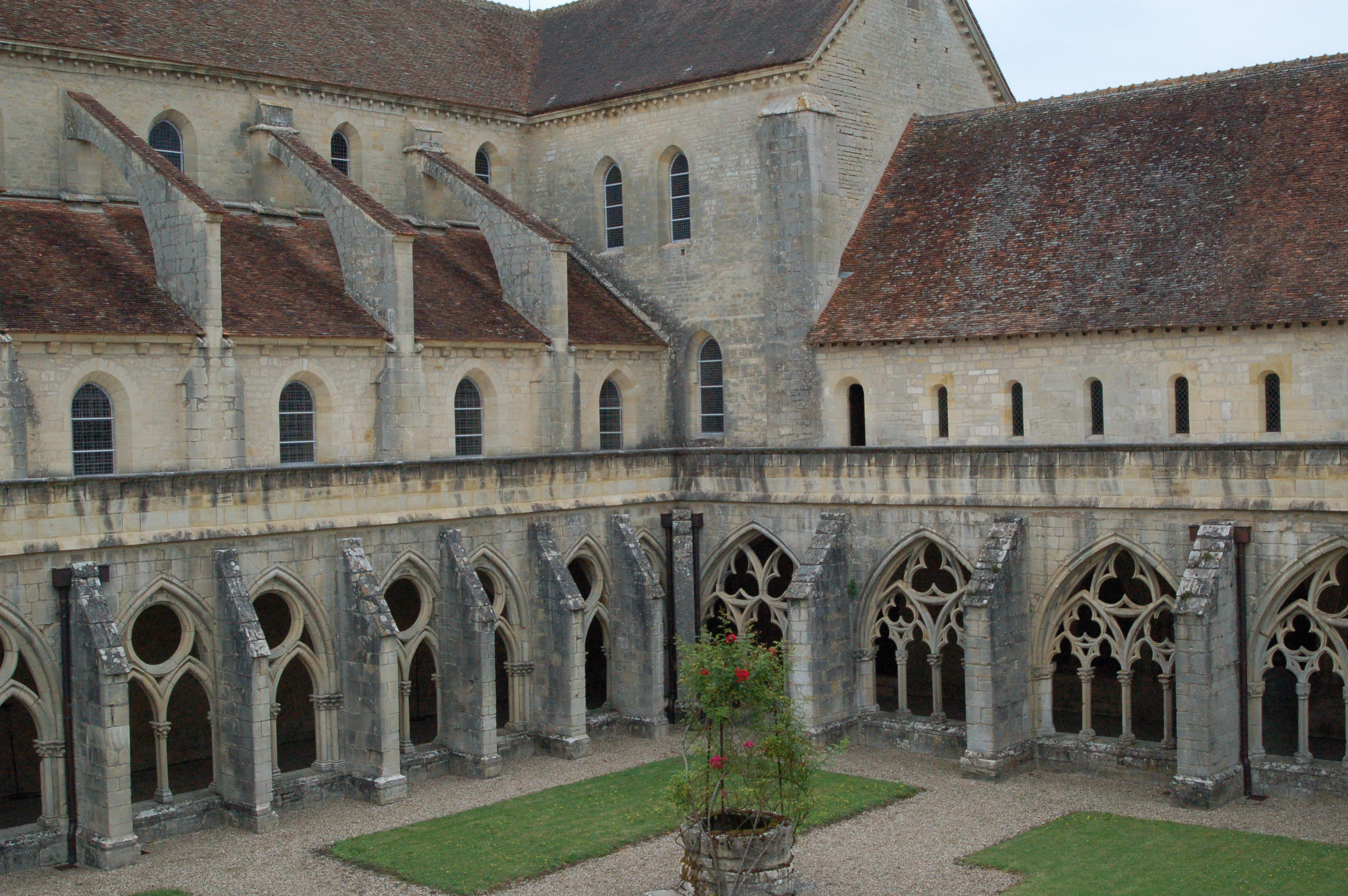
Abbaye de Noirlac à Bruère-Allichamps

  - 2011 : Les Aventures de Philibert, capitaine puceau de  Sylvain Fusée

- Boulleret
  - 1985 : Parking de Jacques Demy
  - 1987 : Dandin de Roger Planchon
  - 2009 : série télévisée La Commanderie de Didier Le Pêcheur

- Bourges
  - 1967 : Le Grand Meaulnes de Jean-Gabriel Albicocco
  - 1968 : Le Franciscain de Bourges de Claude Autant-Lara
  - 1998 : Les Visiteurs 2 de  Jean-Marie Poiré
  - 2004 : Téléfilm D'Artagnan et les Trois Mousquetaires de Pierre Aknine
  - 2010 : La Princesse de Montpensier de Bertrand Tavernier[1],[2]

- Brinon-sur-Sauldre
  - 1939 : La Règle du jeu de  Jean Renoir
  - 2017 : L'École buissonnière de Nicolas Vanier

- Bruère-Allichamps
  - 1976 : L'Argent de poche de  François Truffaut
  - 2004 : Téléfilm D'Artagnan et les Trois Mousquetaires de Pierre Aknine
  - 2010 : La Princesse de Montpensier de Bertrand Tavernier[3]

## C
- Haut – A
- B
- C
- D
- E
- F
- G
- H
- I
- J
- K
- L
- M
- N
- O
- P
- Q
- R
- S
- T
- U
- V
- W
- X
- Y
- Z

- Châteauneuf-sur-Cher
  - 1998 : L'Examen de minuit de Danièle Dubroux

- Culan
  - 1974 : Les Quatre Charlots mousquetaires de André Hunebelle

## D
- Haut – A
- B
- C
- D
- E
- F
- G
- H
- I
- J
- K
- L
- M
- N
- O
- P
- Q
- R
- S
- T
- U
- V
- W
- X
- Y
- Z

## E
- Haut – A
- B
- C
- D
- E
- F
- G
- H
- I
- J
- K
- L
- M
- N
- O
- P
- Q
- R
- S
- T
- U
- V
- W
- X
- Y
- Z

- Épineuil-le-Fleuriel
  - 1967 : Le Grand Meaulnes de Jean-Gabriel Albicocco

## F
- Haut – A
- B
- C
- D
- E
- F
- G
- H
- I
- J
- K
- L
- M
- N
- O
- P
- Q
- R
- S
- T
- U
- V
- W
- X
- Y
- Z

- Foecy
  - 2002 : L'Amertume de la chanteuse devant l'utilité des fils barbelés de Armand Lameloise

## G
- Haut – A
- B
- C
- D
- E
- F
- G
- H
- I
- J
- K
- L
- M
- N
- O
- P
- Q
- R
- S
- T
- U
- V
- W
- X
- Y
- Z

- Germigny-l'Exempt
  - 2006 : Michou d'Auber de Thomas Gilou

## H
- Haut – A
- B
- C
- D
- E
- F
- G
- H
- I
- J
- K
- L
- M
- N
- O
- P
- Q
- R
- S
- T
- U
- V
- W
- X
- Y
- Z

## I
- Haut – A
- B
- C
- D
- E
- F
- G
- H
- I
- J
- K
- L
- M
- N
- O
- P
- Q
- R
- S
- T
- U
- V
- W
- X
- Y
- Z

## J
- Haut – A
- B
- C
- D
- E
- F
- G
- H
- I
- J
- K
- L
- M
- N
- O
- P
- Q
- R
- S
- T
- U
- V
- W
- X
- Y
- Z

## L
- Haut – A
- B
- C
- D
- E
- F
- G
- H
- I
- J
- K
- L
- M
- N
- O
- P
- Q
- R
- S
- T
- U
- V
- W
- X
- Y
- Z

## M
- Haut – A
- B
- C
- D
- E
- F
- G
- H
- I
- J
- K
- L
- M
- N
- O
- P
- Q
- R
- S
- T
- U
- V
- W
- X
- Y
- Z

- Mehun-sur-Yèvre
  - 2002 : L'Amertume de la chanteuse devant l'utilité des fils barbelés de Armand Lameloise

- Meillant
  - 1974 : Les Quatre Charlots mousquetaires de André Hunebelle

- Méry-ès-Bois
  - 1967 : Le Grand Meaulnes de Jean-Gabriel Albicocco

## N
- Haut – A
- B
- C
- D
- E
- F
- G
- H
- I
- J
- K
- L
- M
- N
- O
- P
- Q
- R
- S
- T
- U
- V
- W
- X
- Y
- Z

- Neuvy-sur-Barangeon
  - 2002 : L'Amertume de la chanteuse devant l'utilité des fils barbelés de Armand LameloiseO

## O
- Haut – A
- B
- C
- D
- E
- F
- G
- H
- I
- J
- K
- L
- M
- N
- O
- P
- Q
- R
- S
- T
- U
- V
- W
- X
- Y
- Z

- Oizon
  - 2015 : Secrets d'Histoire, Saison 9 : Jeanne d'Arc, au nom de Dieu (château de La Verrerie)

## P
- Haut – A
- B
- C
- D
- E
- F
- G
- H
- I
- J
- K
- L
- M
- N
- O
- P
- Q
- R
- S
- T
- U
- V
- W
- X
- Y
- Z

## R
- Haut – A
- B
- C
- D
- E
- F
- G
- H
- I
- J
- K
- L
- M
- N
- O
- P
- Q
- R
- S
- T
- U
- V
- W
- X
- Y
- Z

## S
- Haut – A
- B
- C
- D
- E
- F
- G
- H
- I
- J
- K
- L
- M
- N
- O
- P
- Q
- R
- S
- T
- U
- V
- W
- X
- Y
- Z

- Saint-Laurent
  - 2002 : L'Amertume de la chanteuse devant l'utilité des fils barbelés de Armand Lameloise

- Sancerre
  - 1973 : Perversions sexuelles de Alejandro Marti[4]
  - 2004 : Destination, court métrage de Fabrice Camoin[5]

- Sancoins
  - 2006 : Michou d'Auber de Thomas Gilou

- Savigny-en-Sancerre
  - 2009 : série télévisée La Commanderie de Didier Le Pêcheur

## T
- Haut – A
- B
- C
- D
- E
- F
- G
- H
- I
- J
- K
- L
- M
- N
- O
- P
- Q
- R
- S
- T
- U
- V
- W
- X
- Y
- Z

## U
- Haut – A
- B
- C
- D
- E
- F
- G
- H
- I
- J
- K
- L
- M
- N
- O
- P
- Q
- R
- S
- T
- U
- V
- W
- X
- Y
- Z

## V
- Haut – A
- B
- C
- D
- E
- F
- G
- H
- I
- J
- K
- L
- M
- N
- O
- P
- Q
- R
- S
- T
- U
- V
- W
- X
- Y
- Z

- Vierzon
  - 1963 : Le Jour et l'Heure de René Clément